# Casa de Cabrera (Córdoba)
La casa de Cabrera de Córdoba es una casa nobiliaria española que procede de la casa de Ponce de León. Se remonta al siglo XIII y se estableció en Córdoba en dicho siglo.
El genearca de los Cabrera de Córdoba fue Pedro Pérez Ponce de León, comendador mayor y trece de la Orden de Santiago e hijo de Pedro Ponce de Cabrera y de Aldonza Alfonso de León, hija ilegítima a su vez del rey Alfonso IX de León y de su amante Aldonza Martínez de Silva.
Los Cabrera de Córdoba estaban emparentados con los señores de la Puebla de Asturias y con los señores de Marchena, ya que todos ellos eran descendientes de Pedro Ponce de Cabrera y de Aldonza Alfonso de León, como señaló el historiador Francisco Ruano, autor de la obra histórico-genealógica Casa de Cabrera en Córdoba, que también destacó que sus parientes abandonaron el apellido «Cabrera» y solamente fue conservado por los miembros de la rama cordobesa de la familia durante un tiempo, ya que al final éstos abandonaron el apellido «Ponce».

## Historia
En 1258 el genearca de los Cabrera de Córdoba, Pedro Pérez Ponce de León, era regidor o veinticuatro de la ciudad de Córdoba. Los Ponce de Cabrera poseían numerosas propiedades en Córdoba, entre las que se incluían unas casas principales en la colación de Santa María y un baño junto a ellas que eran conocidos como «Casas de Juan Ponce» o de «Juan Ponce de Cabrera» y «Baño de don Juan Ponce», y que según diversos historiadores habían pertenecido a la familia desde poco después de que la ciudad fuera conquistada por Fernando III de Castilla en 1236. Y hay constancia de que dichas casas y el baño estaban situadas cerca de la Puerta de Almodóvar y en la calle de Almanzor, que antiguamente era conocida como calle del «Baño de don Juan Ponce».
En 1631 el rey Felipe IV de España concedió el título de vizconde de Torres Cabrera a Alonso de Cabrera, XII señor de Torres Cabrera, y en 1668 el rey Carlos II concedió a Juan Fernández de Córdoba y Argote el título de conde de Torres Cabrera, al que dos siglos después, en 1877, le sería concedida la Grandeza de España por el rey Alfonso XII. Y en 1981, según afirmó Fernando González Doria, se expidió Real carta de sucesión del condado de Torres Cabrera a favor del duque de Almodóvar del Valle, Alfonso Martel y Fonseca.

## Miembros
Algunos de los miembros de la rama mayor del linaje fueron los siguientes:
- Pedro Pérez Ponce de León (m. c.1280). Fue comendador mayor y trece de la Orden de Santiago,[11] y nieto del rey Alfonso IX de León.
- Arias de Cabrera. Señor de la Torre de Arias Cabrera e hijo del anterior.
- Juan Ponce de Cabrera (m. 1328). Hermano del anterior y señor de Cabra, de la mitad del castillo de Garcíez y de la Torre de Pajares.[12] Desempeñó el cargo de adelantado mayor de la frontera de Andalucía[13] y fue ejecutado en Córdoba en 1328 por orden de Alfonso XI de Castilla.[14]
- Pedro Ponce de Cabrera (m. después de 1344). Hijo y heredero del anterior. Luis de Salazar y Castro le llamó en su Índice de las Glorias de la Casa Farnese progenitor de la Casa de Cabrera en Córdoba,[12] y fue caballero de la Orden de la Banda y combatió en la batalla del Salado y en el Sitio de Algeciras.[15][b]
- Pedro Ponce de Cabrera (m. 1358). Hijo y heredero del anterior. Fue ejecutado en Córdoba en 1358 por orden del rey Pedro I de Castilla.[16]

## Enterramientos
Esta familia poseía algunas capillas en la Mezquita-catedral de Córdoba, ya que Juan Ponce de Cabrera fue sepultado en la capilla de Santiago de dicho templo junto con su esposa Inés Enríquez y su hija Sancha Ponce de Cabrera. Y el nieto de Juan Ponce de Cabrera, Pedro Ponce de Cabrera, fue sepultado en la capilla de San Ildefonso del mismo templo, que también sería conocida como la capilla de los Obispos.